# La trampa (película de 2007)
La trampa (en serbio: Клопка / Klopka) es una película de suspenso psicológico criminal de 2007 dirigido por Srdan Golubović, basado en la novela del mismo nombre, escrita por Nenad Teofilović.
La película es una pieza neo-noir que explora la antigua cuestión de hasta dónde está dispuesto a llegar un padre para ayudar a un niño enfermo. Al mismo tiempo, también aborda los problemas y desafíos que enfrentan las personas que viven en la sociedad serbia posterior a Milošević.

## Reparto
- Nebojša Glogovac como Mladen Pavlovic
- Natasa Ninković como marija pavlovic
- Marko Đurović como Nemanja Pavlovic
- Miki Manojlovic como Kosta Antić
- Anica Dobra como Jelena Ivkovic
- Bogdan Diklic como Dr. Lukić
- Vuk Kostic como Hermano de petar
- Vojin Ćetković como Vlada, amiga de Mladen de la universidad.
- Dejan Čukić como Petar Ivković
- Nebojša Ilić como Empleado de banco sonriente
- Boris Isakovic como Mamá
- Ivana Jovanovic como La esposa de mamá
- Milorad Mandic como Inspector
- Ana Markovic como Empleado de la oficina de correos
- Mladen Nelevic como Radnik

## Temas y motivos
Debajo de su simple narrativa noir, algunos de los puntos clave de la película radican en destacar lo que el autor considera los elementos básicos de la sociedad serbia posterior a Milošević, como la enorme brecha entre ricos y pobres, toda una clase de nuevos ricos que logró ganar enorme riqueza por medios turbios en los años transcurridos desde el colapso del comunismo, una clase media que se tambalea al borde de la pobreza, el patriotismo utilizado para encubrir actividades delictivas, trabajadores y empleados a merced de despiadadas empresas con sede en el extranjero que negociaron sus la entrada en la destrozada economía serbia desde una abrumadora posición de fuerza, etc.
- Cuando Mladen solicita un préstamo en un banco de propiedad extranjera, es rechazado rotundamente y un sonriente empleado del banco le da la noticia. Cuando un enojado Mladen le pregunta por qué está tan alegre, el empleado de repente se avergüenza y le informa algo abatido que el banco penaliza a sus empleados si no sonríen mientras brindan servicios financieros.
- El hombre misterioso que ofrece el dinero para la cirugía de Nemanja, con la condición de que Mladen mate a Petar Ivković, se presenta como representante de "aquellos de nosotros que amamos este país, que construimos y creamos", una clara excavación de los cineastas sobre el uso del patriotismo en Serbia para iniciar y llevar a cabo actividades delictivas a través de los niveles de seguridad del Estado, empresarios turbios y delincuentes comunes.
- En busca del dinero necesario para la cirugía de su hijo, Mladen busca a un viejo colega de la universidad al que ahora le va bien económicamente. Antes de rechazar a Mladen, el amigo canta alabanzas del negocio en el que está involucrado actualmente: diseñar palacios suburbanos kitsch para los nuevos ricos a pesar de no ser arquitecto.
- Después de poner un anuncio en el periódico pidiendo donaciones para la cirugía de Nemanja, Marija se enfrenta a un estudiante petulante que, después de no prestar atención a la petición del profesor de guardar su computadora de mano durante la clase, le pide con ligereza a Marija delante de todos que le dé su inglés privado. lecciones El razonamiento de la joven estudiante es que a Marija "le vendría bien el dinero teniendo en cuenta la situación de su hogar". Profundamente conmocionada, Marija echa a la estudiante de la clase, pero finalmente se traga su orgullo y, después de la tercera inflamación de Nemanja, va a la lujosa casa de la estudiante para darle lecciones privadas en busca de ingresos adicionales o incluso con la esperanza de obtener un préstamo de su rico. padres, solo para quedar sorprendidos y asqueados por el hecho de que el padre del estudiante posee un marco de fotos que cuesta 30.000 €. Todo esto lleva a una larga diatriba cuando llega a casa con Mladen de que "la vida de su hijo vale menos que el marco de fotos de esas personas".

## Recepción

### 2007 Berlinale
A pesar de mostrarse fuera del programa principal, La trampa generó bastante revuelo en la 57.ª edición del Festival Internacional de Cine de Berlín, que culminó con que Hollywood Reporter la incluyera en la lista de las 10 películas más importantes del festival de ese año. La escritora de Variety, Deborah Young, también escribió un artículo positivo.

### Serbia
En su país de origen, las críticas de La trampa fueron mixtas. La revista web Popboks la llama una película cuyo gran potencial no se aprovechó adecuadamente. Su crítico, Miloš Cvetković, elogia la descripción de la introspección y el retraimiento emocional del personaje del padre después del asesinato, pero critica la tendencia del cineasta de elevar el drama personal de esta familia a un ámbito simbólico social general sin establecerlos primero lo suficiente como personas específicas con identidades individuales específicas. Debido a eso, dice Cvetković, parece que se llega al punto de no retorno demasiado pronto sin explorar adecuadamente otras opciones y, como tal, parece que no fue el último recurso absoluto para el padre.
La película se convirtió en la entrada oficial de Serbia para la categoría de Mejor Película Extranjera en los Premios de la Academia de 2008. Hizo la lista corta de nueve películas, pero no logró llegar a las cinco finalistas.

### Otros festivales
El éxito en la Berlinale abrió las puertas de varios festivales en todo el mundo. Después de mostrarse en el Festival Internacional de Cine de Portland de 2008, la película fue reseñada por el sitio web Cinematical.

## Nueva versión de Hollywood
Desde su presentación favorable en la Berlinale de 2007, así como los avisos afirmativos en The Hollywood Reporter y Variety que siguieron, varios medios de prensa mencionaron la venta de los derechos de La trampa a un estudio de Hollywood. En abril de 2008, la productora de Hollywood Alcon Entertainment, estrechamente afiliada a Warner Bros., compró una opción para rehacer la película dentro de los 18 meses posteriores a la compra.
Finalmente, a principios de noviembre de 2008, se anunció que después de comprar los derechos de La trampa, Alcon Entertainment dio luz verde para que el remake fuera dirigido por Ericson Core basado en un guion adaptado aún por escribir por Matthew Aldrich.
En septiembre de 2012, en el Festival Internacional de Cine de Toronto, se anunció que los derechos de la película habían sido adquiridos por la productora Emmett/Furla Films, encabezada por Randall Emmett y George Furla. A la película se le dio el título provisorio Fair Trade, y los productores supuestamente ofrecieron el papel principal a Liam Neeson. La trama principal también se modificó para la audiencia estadounidense. Warren no tiene suerte y trabaja como conductor de limusina, a pesar de tener una maestría. Cuando su hijo tiene una convulsión y necesita cirugía, se entera de que la compañía de seguros no lo cubrirá. Sin dinero, un hombre misterioso se acerca con un trato: pagará la cirugía del niño si el conductor mata a un mafioso. Warren al principio se niega, pero lo reconsidera una vez que se da cuenta de que la vida de su hijo depende de ello.